# Flora Vautier
Pour les articles homonymes, voir Vautier.
Flora Vautier ([flɔʁa votje]), née le 3 novembre 2004 à Villepinte (Seine-Saint-Denis), est une pongiste handisport française. Elle est médaillée de bronze en double mixte lors des Jeux paralympiques d'été de 2024 à Paris.

## Situation personnelle

### Vie privée
Flora Vautier devient paraplégique à 10 ans à la suite d'un accident de voiture,.                     

## Carrière sportive
Elle commence le para-tennis de table à l'âge de 13 ans, lors d’une rencontre avec un entraîneur tétraplégique dans son premier club.  
Étudiante en STAPS à Nîmes, elle est licenciée au club d'ASPC Nîmes et entraînée par Guillaume Jean,.

## Palmarès
En 2022, elle est porte-drapeau de l'équipe de France lors des Jeux paralympiques de la Jeunesse.
- Jeux paralympiques
  -  médaille de bronze (2024) en double mixte avec Florian Merrien
- Jeux paralympiques de la Jeunesse
  -  médaille d'or en double (2019 et 2022)
  -  médaille d'argent en simple (2019 et 2022)
- Championnats du Monde
  -  médaille de bronze (2022) en double dames WD10
- Championnats d'Europe
  -  médaille de bronze (2023) en double dames WD10
- Championnats de France[4]
  -  Médaille d'or (2023 et 2024) en simple
  -  Médaille d'or (2021, 2022, 2023 et 2024) en double dame
  -  Médaille d'or (2018, 2021, 2022, 2023 et 2024) en double mixte

## Distinctions

### Décorations françaises
- Chevalier de l'ordre national du Mérite (2024)[8]